# Edwin Booth
Pour les articles homonymes, voir Booth.
Edwin Thomas Booth (13 novembre 1833 - 7 juin 1893) est un célèbre acteur américain au XIXe siècle.  Il est né près de Bel Air (Maryland) dans une famille d'acteurs. Certains historiens du théâtre le considèrent comme le plus grand des acteurs américains du XIXe siècle.

## Jeunesse
Booth est le fils d'un autre acteur célèbre, Junius Brutus Booth (en), un Anglais. Il doit ses prénoms à Edwin Forrest et Thomas Flynn, deux collègues de Junius. Son frère cadet, John Wilkes Booth, aussi acteur, est l'assassin du président Abraham Lincoln. Edwin Booth sauva un jour la vie du fils d'Abraham Lincoln, Robert, en l'empêchant d'être percuté par un train en gare de Jersey City.

## Carrière

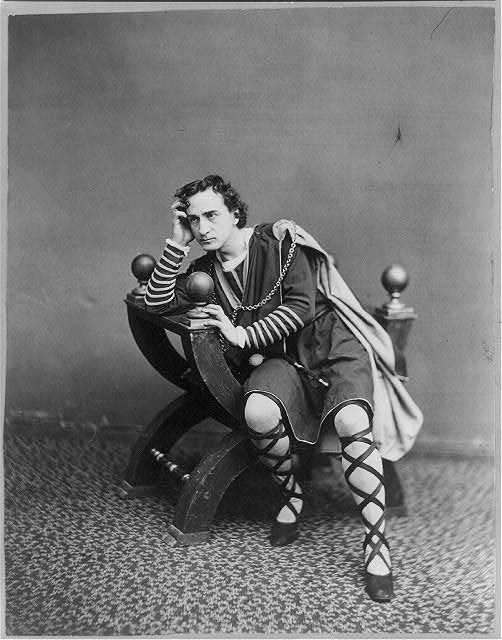
Edwin Booth dans le rôle de Hamlet.

Au début de sa carrière, il joue fréquemment aux côtés de son père. Son premier rôle sera celui de Tressel dans Richard III à Boston (Massachusetts) en 1849. Deux ans plus tard, il interprète son premier rôle principal, remplaçant semble-t-il son père souffrant, dans le rôle de Richard.
Après la mort de son père en 1852, il fait une tournée mondiale qui le mène en Australie et à Hawaii.
Avant que son frère n'assassine le président Lincoln, Edwin avait joué avec ses deux frères, John Wilkes et Junius Brutus Booth Jr. dans la pièce Jules César en 1864. John Wilkes joue le rôle de Marc Antoine, Edwin celui de Brutus, et Junius celui de Cassius. La pièce fut un succès et ce fut la seule fois que les trois frères jouèrent ensemble sur la même scène.
De 1863 à 1867, il dirige le théâtre de Winter Garden (Winter Garden Theatre (en)), à New York, où l'on joue essentiellement du Shakespeare. En 1865, il fait l'acquisition du théâtre de Walnut Street, à Philadelphie.
Après l'assassinat de Lincoln en avril 1865, l'infamie associée au nom de Booth force Edwin à quitter la scène quelques mois, une période mise en scène dans le film Le Prince des acteurs, avec Richard Burton, en 1955, adapté de la biographie du même nom d'Eleanor Ruggles. Il fait son retour sur scène au théâtre de Winter Garden en janvier 1866, dans le rôle-titre de Hamlet. Hamlet finira par devenir son rôle le plus célèbre.
En 1867, un incendie endommage le théâtre de Winter Garden, ce qui oblige à la démolition du bâtiment. Booth entreprend alors la construction du théâtre Booth (achevé en 1869) et continue une carrière d'artiste renommé. La panique de 1873, épisode de dépression économique, provoque la faillite de son théâtre en 1874. Après la faillite, Booth entreprend une nouvelle tournée mondiale, qui lui permet de se relever financièrement.
Booth a été l'époux de Mary Devlin de 1860 à 1863, l'année de la mort de celle-ci. Le couple eut une fille, Edwina, née en 1862. Il se remarie en 1869, à Mary McVicker, qui mourra en 1881, rendant Booth veuf pour la seconde fois.
En 1869, il récupère le corps de son frère, John Wilkes, après de multiples demandes écrites au président. Ce dernier finit par accepter la restitution des restes, et Edwin le fait enterrer, sans signe extérieur, dans le carré familial du cimetière de Green Mount, près de Baltimore.
En 1888, Booth fonde le Players' Club, à New York, un club pour acteurs et professionnels des arts, et fait de son domicile le siège de ce club. Sa dernière interprétation sera le rôle de Hamlet, en 1891, à la Brooklyn Academy of Music. Il meurt en 1893 aux Players et est enterré au cimetière de Mount Auburn, aux côtés de sa première femme, à Cambridge, dans le Massachusetts(p21).

## Héritage

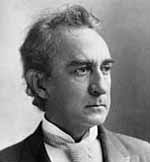
Edwin Booth.

Le Players' Club existe toujours à l'ancien domicile de Booth, 16, Gramercy Park South.
Une grotte du parc national de Mammoth Cave, dans le Kentucky, porte le nom d'« amphithéâtre Booth ». Booth y avait joué une pièce de théâtre.
On trouve encore des souvenirs d'Edwin Booth à Bel Air, sa ville natale. Devant le palais de justice se dresse une fontaine qui lui est dédiée. Dans le bureau de poste, on peut voir un portrait de lui. Sa maison natale existe encore et a été achetée par le comté de Harford en 2006 dans le but d'en faire un musée. Enfin, on peut admirer une statue le représentant, à Gramercy Park, à New York, près de sa demeure.
Le film Prince of Players réalisé par Philip Dunne et sorti en 1955 évoque sa carrière.

## Influence sur le jeu d'acteur
Edwin avait un jeu très différent de celui de son père, sans doute par désir d'opposition. Alors que Booth senior, comme d'autres acteurs de son temps, Edmund Kean et William Charles Macready par exemple, avait tendance à jouer de façon emphatique et pompeuse, Edwin jouait d'une manière plus réaliste, avec une élocution plus calme et profonde, taillée pour des rôles comme celui de Hamlet.